# Herren von Hagenau

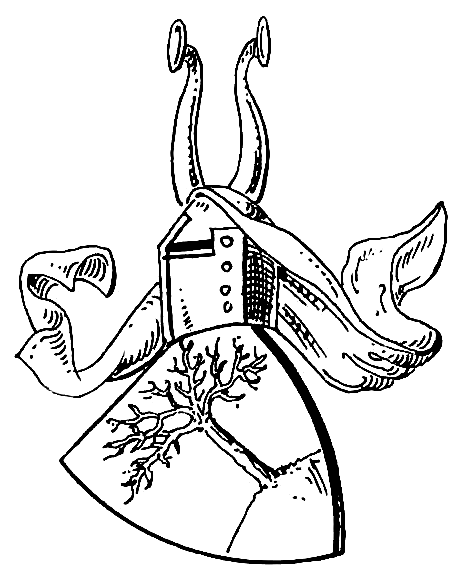
Wappen der Herren von Hagenau, nach Siebmachers Wappenbuch

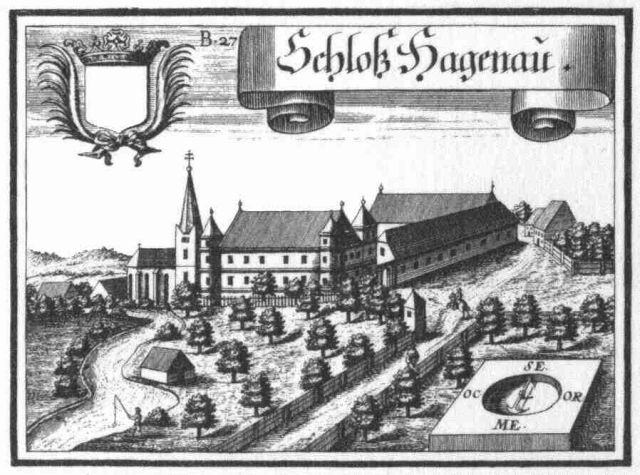
Schloss Hagenau (Michael Wening, 1721)

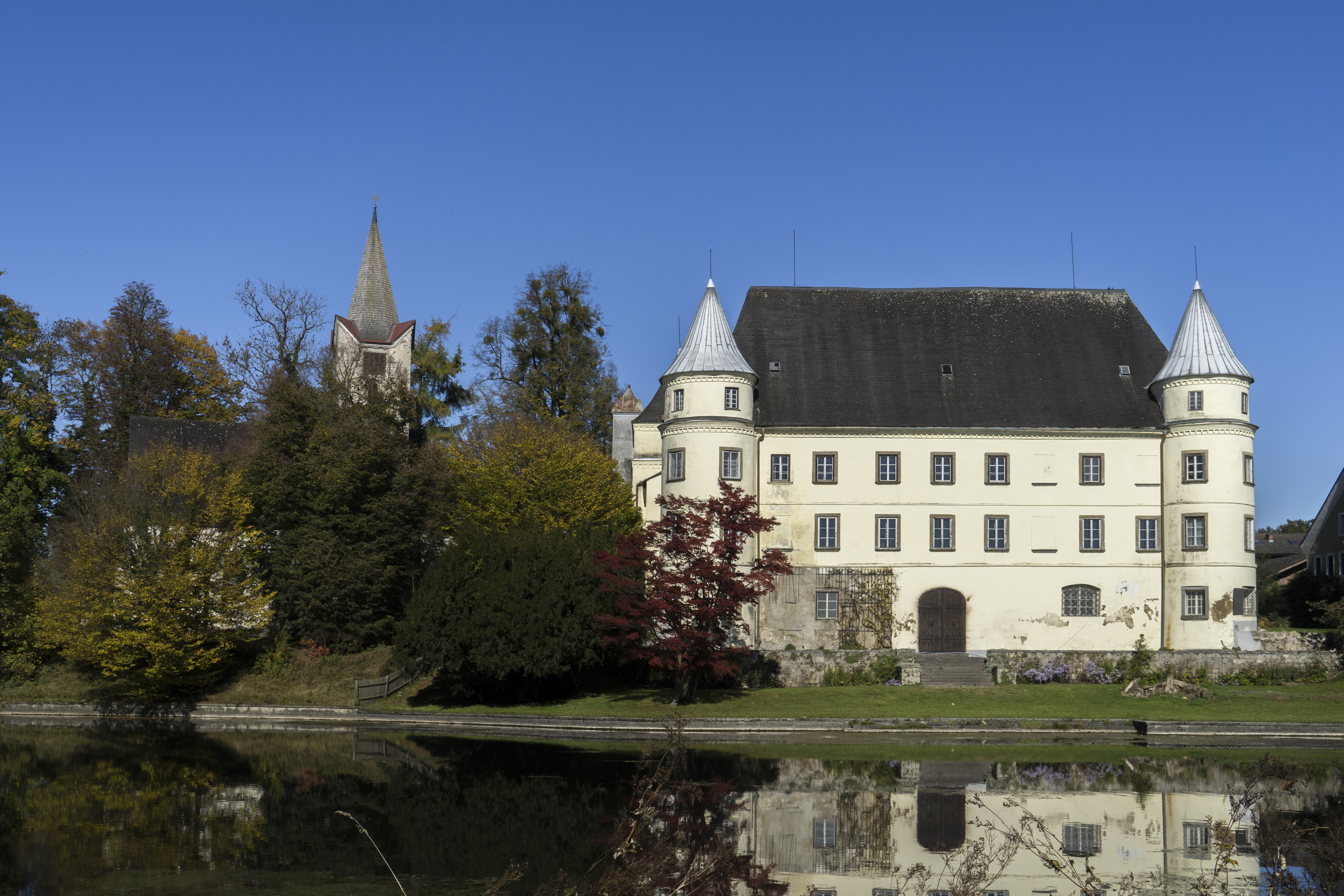
Schloss Hagenau, links im Baumbestand des Parks die Schlosskapelle Hagenau, im Vordergrund die Mattig

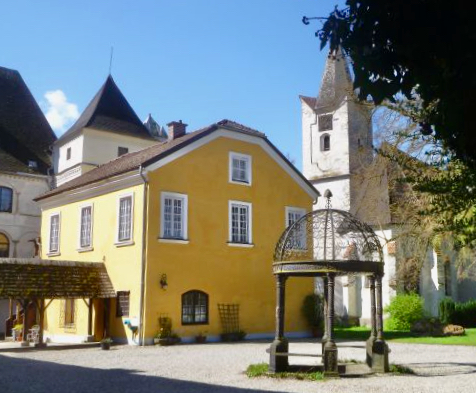
Schlosskapelle Hagenau

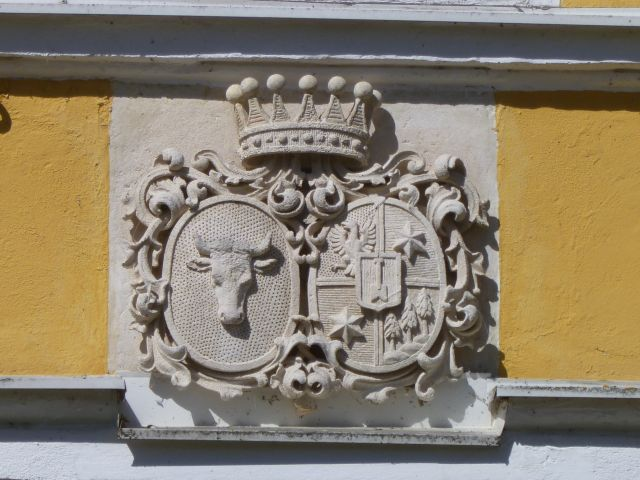
Schloss Hagenau mit Wappen derer von Handel (Adelsgeschlecht) über dem Eingangstor

Die Herren von Hagenau (auch Hagenowe, Hagenower, Hagenauer) sind ein altes bayerisch / österreichisches Adelsgeschlecht, das nachweisbar ab dem 10. Jahrhundert existiert und unter anderem zum niederösterreichischen landständischen Adel gehört.

## Geschichte

### Herkunft und Besitztümer

#### Verbreitung in Bayern, Ober- und Niederösterreich
Die Herren von Hagenau sind eines der ältesten österreichischen Geschlechter. Erstmals wurden sie mit dem Freisinger Bischof Gottschalk von Hagenau urkundlich im Jahre 993 als nobilis de Hagenau erwähnt. Der Name unterlag im Laufe der Jahrhunderte einem Wandel und so findet man das Geschlecht in verschiedenen Urkunden auch unter dem Namen Hagenowe, Hagenower und schließlich als Hagenauer wieder. Ursprünglich aus der Gegend bei der Gemeinde Freising waren sie in Bayern, Ober- und Niederösterreich ansässig.

#### Hagenauer aus der Sippe der Housierer und Andechser mit deren von Tauer und Hohenwart
Die Hagenauer waren ein vielverzweigtes und weitverbreitetes Geschlecht und werden von dem Historiker Koch-Sternfeld zur großen Sippe der Huosi (Huosierer) und Andex (Andechser), in näherer Beziehung derer von Tauer und Hohenwart, gezählt. Koch-Sternfeld konnte anhand der frühesten Leitnamen (Reginbert, Erchenbert, Hartwich etc.) und nach der Lage der Erbgüter, die Abstammung des Geschlechts der Herren von Hagenau bis ins 8. Jahrhundert zu dem 764 urkundlich erwähnten Reginbert und seinem Bruder Irminfried zurückführen. Jener Reginbert (Reginperht) wurde als Stifter und erster Abt des Klosters Scharnitz des Bistums Freising 764 beurkundet. Der Historiker Fried sieht in den Hagenauern eine Seitenlinie der Grafen von Ottenburg-Grögling (Kreglingen).

#### Edelsitz Hagenau und Besitz in Neuburg am Inn
Wir finden als ältesten Edelsitz der Hagenauer einen Weiler Hagenau, ein „Dorff sampt eim Vorst oberhalb Schrobenhausen“. Gumpoldus nobilis de Hagenowe (Guntpold von Hagenau) lebte um 1080/1090, besaß laut einer alten österreichischen Chronik ein Lehen in der Grafschaft Neuburg am Inn und gilt als Ahnherr aller weiteren Linien der Herren von Hagenau / Hagenauer.

#### Schloss Hagenau und Burg Hagenau mit Kirche zu St. Peter
Alle drei Linien stammen von diesem Guntpold von Hagenau (um 1078) ab. Später werden das Schloss Hagenau bei Braunau sowie die Burg Hagenau (heute nur noch kleine Fragmente) in Niederösterreich mit einer Kirche zu St. Peter (im Wiener Wald bei Kasten und Böheimkirchen) genannt. Bereits im 12. Jahrhundert war das Geschlecht in drei Linien verzweigt. Zwei Linien siedelten südöstlich, sodass wir gleichzeitig drei Stamm- und Burggebiete Hagenau vorfinden. Ein oberbayerisches, eines weiter südlich am Inn und ein Drittes in Niederösterreich.

#### Stammsitze der Hagenauer
Die drei Stammsitze waren Hagenau bei Schrobenhausen (Erbbegräbnis zu Weihenstephan bei Freising), Hagenau rechts der Perschling (Grenze zum Wienerwald) (Erbbegräbnis ad Sanctum Hippolytum (St. Pölten) an der Traisen) sowie Hagenau bei Rott am Inn (Braunau) (Erbbegräbnis Kloster Reichersberg).
Obwohl die Informationen über die Hagenauer spärlich sind, kann man ihnen folgende Besitzungen eindeutig zuordnen: Sandelzhausen, Natz bei Brixen, Seeon, Pellhausen und „Studesacker“, Olzenbach und in Bergistrien, Maisbach, Puch, Eggenberg, Hagenau (lehenbare Vogtei über den Neustifter Klosterhof und den Ortskirchenbesitz), Schroßlach (lehnbare Vogtei über den Neustifter Klosterhof), Salmading (Vogtei) und Praitenwiesen.

#### Hagenau bei Rott am Inn (Braunau)
Die Stammburg des oberösterreichischen Zweiges der Hagenauer (das „Schloss“ Hagenau bei Braunau), war Besitz des Hartwich (Hartwig) von Hagenau, der jüngere Bruder des Bischofs von Passau Reginbert von Hagenau. 1146 ernennt Reginbert seinen Bruder Hartwig zum Vogt des Spitals in Vöcklabruck. Reginbert überzeugte den verheirateten aber kinderlosen Hartwig ein Testament zu Gunsten des Passauer Bistums bezüglich seiner Besitzungen zu machen, bevor sich Hartwig auf den Zweiten Kreuzzug begab. Tatsächlich kam Hartwig 1149 im Kreuzzug um, Reginbert war bereits 1147 auf dem Kreuzzug gestorben.
Ein Streit um Hartwigs nachgelassene Güter zwischen dessen ältesten Bruder Werinhart von Hagenau (Begründer der um 1634 ausgestorbenen Linie der Zelkinger) mit dessen Söhnen und Hilltegarde von Hagenau, der Witwe Hartwichs, war die Folge. Das Bistum Passau, das ja bereits zu Lebzeiten von Hartwig einige Güter überschrieben bekommen hatte, meldete ebenfalls seine Ansprüche an. Es kommt zum Streit und Herzog Heinrich hält einen Gerichtstag ab, wo er zu Gunsten des nunmehrigen Bischofs Konrad I. von Passau entscheidet. Hartwigs Neffen, die Söhne Werinharts von Hagenau, werden ausbezahlt. Fälschlicherweise wurde Hartwig des Öfteren als Letzter aus dem Geschlecht der Herren von Hagenau bezeichnet, was aber bereits seit Koch-Sternfeld widerlegt ist. Tatsache ist, dass er nur der letzte Besitzer dieses Zweiges der Burg und des Lehens Hagenau bei Braunau war, das Lehen selbst aber als solches an die Hagenauer bald vergeben werden sollte.
Die Witwe Hilltegarde von Hagenau vollzog 1150 gezwungenermaßen das Vermächtnis, übergab das Lehen dem Passauer Bischof und zog sich in ein Kloster zurück. Das Passauer Bistum vergab darauf 1152 dieses Lehen an die niederösterreichische Linie der Herren von Hagenau. Diese verloren es aber abermals um 1239/40 durch erneute Streitigkeiten mit dem Hochstift Passau und in Folge auch mit Herzog Otto II.

#### Ludwig von Hagenau
Ludovicus der Hagenauer (Ludwig von Hagenau) nahm einige Hörige und Amtsmänner des Hochstifts Passau gefangen und vertrieb diese aus dem Hoheitsgebiet von Passau. Daraufhin wurden Ludwigs Besitzungen großteils beschlagnahmt. Vor allem aber nach seinem Tod, wurden alle restlichen Besitzungen einerseits vom Hochstift Passau, vor allem aber von Herzog Otto II. von Bayern eingezogen. Ludwigs urkundlich erwähnte Söhne Gebehardus de Richstorf und Gebhartus junior de Hagenau verarmten somit.

#### Aham gegenüber Hagenau
Um 1400 übernahm das Geschlecht derer von Aham die Burg (auch Ahamer, Aheimer, Ahaimer), das aus dem Dorf Aham bei St. Peter am Hart im heutigen Bezirk Braunau stammte. Da sich diese neuen Besitzer ebenfalls von Hagenau nach der Burg nannten, ist eine Verwechslung mit den Hagenauern leicht möglich. Hier lassen sich jedoch keine direkte verwandtschaftliche Beziehung zu dem Geschlecht der Hochfreien von Hagenau nachweisen, obwohl das Ahamer Geschlecht nach Bucelini „mit den Bannerherren v. Hagenau einen Ursprung hat“. Im 16. Jahrhundert wurde auf den Ruinen der ehemaligen Burg Hagenau bei Braunau das heutige Renaissanceschloss erbaut, welches mit den Hagenauern nur mehr der Namen verbindet. Heute ist das Schloss Hagenau (seit 1829) im Besitz der Freiherren von Handel-Mazzetti. Die Burg in Niederösterreich und der Stammsitz in Bayern wurden ebenfalls geschleift und sind heute nur mehr Ruinen bzw. Fragmente.

#### Erlöschen des oberösterreichischen sowie niederösterreichischen Zweiges
Der Wandel der politischen und sozialen Verhältnisse seit dem Ende des 12. Jahrhunderts isolierte die Hagenauer zunehmend. Im 13. Jahrhundert erscheinen die Freien von Hagenau noch auf der gleichen Stufe mit den Reichsministerialen. Die Entstehung der Wittelsbacher in diesem Raum, als auch der Niedergang des Hochstiftes Freising als Landesherrschaft, trug dazu bei, dass das Geschlecht seinen einstigen hohen gesellschaftlichen Status verlor. Schließlich gingen die Herren von Hagenau, die sich zunehmend nur mehr Hagenauer nannten, im 14. Jahrhundert in der Ministerialität unter. Viele Familienmitglieder aus dem Geschlecht der Freien von Hagenau begaben sich auch in den Schutz aufstrebender Städte des Mittelalters, wie St. Pölten, Wien, Klosterneuburg und München, wo sie als Patrizier und Bürger genannt wurden. Der oberösterreichische Zweig der Herren von Hagenau erlosch bereits im 13. Jahrhundert, der niederösterreichische in der zweiten Hälfte des 15. Jahrhunderts.

#### Verlust des Stammsitzes der Hagenauer in Allershausen in Bayern
Der letzte Stammsitz der Hagenauer in Allershausen in Bayern wurde Ende des 15. Jahrhunderts von dem Edlen Herren Stephan Hagenauer von Allershausen verkauft. Nachdem die Hagenauer von Hagenau Anfang des 16. Jahrhunderts verarmt und ihr Adel verdunkelt war, wanderten einige ins Erzbistum Salzburg aus. Mitte des 16. Jahrhunderts finden wir Mitglieder dieses Geschlechts als freie Bauern, Mühlenbesitzer und Verwalter in den Salzburger Urkunden wieder. Dort hatten sie in alte Geschlechter des Rupertiwinkels geheiratet. Nach ihrem erneuten Aufstieg seit Ende des 16. Jahrhunderts als Handelsherren, erhielten die Hagenauer im 17. Jahrhundert die kaiserliche Bestätigung ihres alten Stammwappens mit Wappenmehrung. Bald darauf folgte die Erneuerung ihres Adelsstandes mit Wappenbesserung. Von Salzburg setzte sich Ende des 18. Jahrhunderts eine Linie in Triest fort, eine andere Linie in Wien. In Salzburg starb der letzte dort lebende Hagenauer auf seinem Sitz Schloss Mönchstein im Jahr 1850. Im 19. Jahrhundert erhielt die Wiener Linie der Hagenauer die Erhebung in die päpstliche Baronie. Später wurde der Triester Linie der italienische Freiherrenstand als „baroni Locatelli de Hagenauer“ (Barone Locatelli von Hagenauer) bestätigt, ebenso wurde der Wiener Linie per Dekret des Königreichs Italien ihr italienischer Freiherrenstand als „baroni de Hagenauer“ (Barone von Hagenauer) mit Ausdehnung auf alle Nachkommen beiderlei Geschlechtes bestätigt.

#### Urkundliche Nachweise der Hagenauer und ihre Bedeutung
Die Hagenauer tauchen in verschiedenen (vor allem kirchlichen) Erb-, Tausch- und Stiftungsurkunden auf, oftmals auch als Zeugen. Die wohl bekannteste Urkunde ist eine Schenkungsurkunde aus dem Jahre 996, in der Österreich erstmals urkundlich erwähnt wurde. Darin ist eine Schenkung Kaiser Ottos III. an den Bischof von Freising Gottschalk von Hagenau festgehalten, nämlich eines Gebietes „in der gewöhnlich Ostarrichi genannten Region“. Diese Urkunde wird heute im Bayerischen Hauptstaatsarchiv in München aufbewahrt.
Anhand der Urkunden lassen sich die enge politische Verwebung von Adel und Kirche im Mittelalter sowie auch der „Gottesdienst“ als ritterliche Tugend nachvollziehen. Der christliche Glaube nahm bei dieser Familie einen sehr hohen Stellenwert ein. Nebst kirchlichen Stiftungen, Schenkungen und Ausrichten von Messen finden wir mehrere Mitglieder der Hagenauer Familie unter dem Klerus wieder.

## Namensträger
- Gottschalk von Hagenau (* vor 994; † ?): Bischof von Freising (994–1006)
- Gumpoldus (Guntpold) nobilis de Hagenowe (* vor 1078; † ?): von 1078 bis 1091 urkundlich erwähnt; Lehen in der Grafschaft Neuburg am Inn, Ahnherr aller weiteren Linien der Hagenauer.
- Reginbertus von Hagenau (auch Reimprecht) (* vor 1112): Domvogt von Passau, Vogt von Kloster Mondsee; 1. ⚭ Gräfin von Haunsberg, 2. ⚭ Helena von Lanzendorf (Witwe), geb. Gräfin von Stille und Heft; im Besitz mehrerer Lehen und der Burg Hagenau in Kasten bei Böheimkirchen in Niederösterreich; im Jahre 1112 Mitstifter des Klosters Seitenstetten; Reginbert I. und seine Frau Helena galten als sehr fromm, Reginbertus von Hagenau wird als „im Rufe der Heiligkeit gestorben“ genannt.
- Reginbert von Hagenau, der Jüngere, (* vor 1130; † ? auf dem Zweiten Kreuzzug): 1130 Propst des Stiftes St. Pölten; 1138–1148 Bischof von Passau
  - Reginbert Edler von Hagenau aus dem Geschlecht der Herren von Hagenau am Inn wurde 1138 zum Bischof von Passau erhoben und erhielt seine Priester- und Bischofsweihe durch Papst Innozenz II. Seine Regierungszeit war unter anderem durch die äußerst enge Einbindung seiner Familie in seine Politik als Bischof geprägt.[2]
  - 1140 nahm Reginbert am Frankfurter Reichstag teil. Drei Jahre später ließ er die erste (noch von hölzernen Pfeilern getragene) Innbrücke samt eines wehrhaften Torbaues errichten und schafft damit eine erste Verbindungsstraße zwischen den West- und den Ostbereichen des Bistums. 1146 ernennt er seinen Bruder Hartwig zum Vogt des Spitals in Vöcklabruck.
  - 1147 beteiligte er sich am Zweiten Kreuzzug, den der hl. Bernhard von Clairvaux gepredigt hatte, und schließt sich in Regensburg dem Heer Konrads III. an. Auf der Hinreise weiht er in Wien den Stephansdom (Patronat nach der Mutterkirche Passau). Auf dem Rückweg von Palästina nach Passau kommt Reginbert 1147 oder 1148 ums Leben.[2]
  - „G.“, Enkelin des älteren Heinrich von Schaumburg ist Gattin des Reginbert von Hagenau[3]
- 1142-26-Mai Hartwic de Hagenowe Zeuge in Urkunde seines Vaters Reginbert, Bischof von Passau (1138–1147/48)[4]
- Friedrich von Hagenau (lebte um 1170): Raubritter bei Wasserburg am Inn; Dienstleute des Herren von Hagenau raubten Getreidelieferungen von einem Kloster, erstatten diese jedoch wieder.
- Erchenbertus de Hagenowe (Hagenau) (* vor 1172; † ?): in Passauer Bischofsregesten um 1172
- Leutold von Hagenau (* vor 1176; † ?): stiftete für sein Seelenheil sowie das seiner Brüder, Söhne und der ganzen Familie zwischen 1176 und 1190 ein Gut im Dorf Sewen an die Abtei Weihenstephan (bei Freising).
- Ludovicus von Hagenau (Hagenowe), der Freie (? ; † 1239): besaß etliche verstreute Güter in Bayern, Ober- und Niederösterreich, wegen unklarer Besitzverhältnisse (Urbaraufzeichnungen) kam es jedoch zu massiven Konflikten mit dem Hochstift Passau und in Folge mit Herzog Otto II.; Ludwig von Hagenau nahm einige Hörige und Amtsmänner des Hochstifts Passau gefangen und vertrieb diese aus dem Hoheitsgebiet von Passau, woraufhin zu Lebzeiten seine Besitzungen großteils beschlagnahmt sowie nach seinem Tod alle restlichen Besitzungen einerseits vom Hochstift Passau, vor allem aber von Herzog Otto II. von Bayern, eingezogen wurden; in der Folge verarmten seine urkundlich erwähnten Söhne Gebehardus de Richstorf und Gebhartus junior de Hagenau und tauchten nach Ludwigs Tod in keinen Regesten mehr auf; mit Ludwig von Hagenau, bzw. seinen beiden Söhnen, scheint die oberösterreichische Linie der Herren von Hagenau erloschen zu sein.
- Heinrich (V.) von Hagenau (* vor 1292; † ?), Abt des Benediktinerklosters St. Ulrich und Afra in Augsburg (1292–1315)
- Seyfried von Hagenau (auch Hagenauer) (*vor 1378; † 1382): 1378 Abt des Stiftes zu Mölk (Melk)
- Karl von Hagenau (auch Hagenauer) (* vor 1387; † ?): Pfleger zu Ereneck (1387–1390)
- Stefan der Hagenauer (* vor 1394; † ?): Bruder des Abtes von Melk Seyfried von Hagenau; Burggraf zu Perchtoldsdorf (1394)
- Georg Hagenauer, der Edle (* vor 1439; † ?): erwähnt in melkerischen Urkunde; mit ihm erlosch gemäß F. Wissgrill die niederösterreichische Linie der Hagenauer.
- Ortlof Hagenauer (* vor 1488; † ?): stiftete 1488 die Allerseelenbruderschaft in der Pfarrei Loiching, die eine eigene Kapelle und neben zahlreichem Grundbesitz in Piegendorf ein Anwesen sein Eigen nannte.
- Stephan Hagenauer zu Allershausen (* vor 1484; † ?): letzter Besitzer des im Jahre 1484 verkauften bayerischen Stammsitzes der Hagenauer bei Allershausen; letzte urkundliche Erwähnung im Jahre 1487.
- Georg Hagenauer von Hagenau (* um 1545 bei Salzburg; † ?): ein weiterer Nachkomme aus dem Geschlecht der Altfreien und Edlen von Hagenau gemäß Regestenforscher Willibald Hauthaler (Abt von St. Peter in Salzburg) auf Grund des Stamm- und Familiennamens, des Wappens und der geografischen Herkunft.
- Cajetan/Kajetan Rupert von Hagenauer (* 1746 in Salzburg; † 1811 in Salzburg), Dominikus Hagenauer Abt von St. Peter in Salzburg (1746–1811), Sohn des Johann Lorenz Hagenauer und der Maria Theresia geb. Schuster.
- Franziscus Baron von Hagenauer (* vor 1884; † ?): erhielt den Piusorden (Gran Croce) am 10. Juni 1884 von Papst Leo XIII. für seine und die Verdienste seiner Vorfahren um die römisch-katholische Kirche.
- Bertha Baronin von Hagenauer (* 1903; † 1972): Widerstandskämpferin des katholisch-konservativen Lagers gegen das NS-Regime im Dritten Reich.

## Wappen
Blasonierung des Stammwappens: Der Schild zeigt ein Hagenbaum (Strauch) auf einem Dreiberg; auf dem geschlossenen Turnierhelm zwei Büffelhörnern.
Erklärung: Das Hagenauer Stammwappen ist ein „redendes Wappen“. Der Dreiberg wird auch als Hügel blasoniert, wie zum Beispiel auch bei Siebmachers Wappenbuch. Es soll sich dabei um einen Irrtum handeln. Bei der Bayerischen und daraus hervorgehenden Salzburger Linie der Hagenauer sitzt anstelle der Büffelshörner ein Flug am Helm.
Nachweise: Das Wappen findet man unter anderem auf dem Epitaph der beiden Mitstifter von Stift Seitenstetten Reginbertus von Hagenau und Hayde und seiner Frau Helena in St. Pölten (um 1137), im Siegel von Abt Seifridi de Hagenau (von Melk 1368), oder auch im Siegel von Abt Dominikus von Hagenauer (in St. Peter in Salzburg 1786), abgebildet.